# 범죄와의 전쟁: 나쁜놈들 전성시대
《범죄와의 전쟁: 나쁜놈들 전성시대》는 2012년 개봉한 윤종빈 감독, 최민식, 하정우 주연의 대한민국 영화이다.

## 서문
80년대 이야기를 하고 싶었던 건, 시대적 공기가 현재와 많이 닮아 있는 것 같아서다. 너 나 할 것 없이 잘 사는 게 지상 최고의 가치가 된 세태를 보면서 한 3년 전쯤 불현듯, 죽은 아버지 세대들이 돌아오고 있는 것 같은 느낌을 받았다. 하지만 그 시대가 틀렸다거나 그 사람들이 다 나쁜 놈들이었다라는 식의 생각보다는, 자기 신념을 위해 열심히 살아간 꼰대의 시대, 그래서 더 연민이 가는 시대라는 생각이 들었다. 아버지란 원래 동경과 연민을 동시에 품게 되는 대상인 것처럼 말이다. 그래서 이 영화에 나오는 인물들 또한 차가운 단죄의 대상이 아니라, 자기 식으로 충실히 살아간 공감 가는 인물로 그리고자 했다. 사람은 어쩔 수 없이 시대를 닮고, 시대의 영향을 받은 사람들이 또 다음 시대를 설계하게 마련이다. 상식과 질서에 입각해 모든 것이 꽉 짜인 안정된 시대가 아니라 편법과 권모술수, 개인의 선택에 따라 다이내믹한 변화가 가능했던 80년대. 영화적으로는 그 어느 때보다 드라마틱한 매력을 가진 격동의 시대를 살아간 남자들을 통해, 사람이 시대에 따라 변해가는지 아니면 사람이 세상을 바꾸는 건지 묻고 싶었다. 하지만 그 이전에 폼 나게, 멋지게 살고 싶었던 남자들의 의리와 배신, 욕망과 콤플렉스의 충돌이 빚는 드라마를 관객들이 때론 웃고 때론 공감하면서 재미있게 볼 수 있었으면 좋겠다.

## 줄거리
영화는 1982년 부산을 배경으로 시작한다. 부산의 세관공무원으로 근무하는 최익현(최민식)은 순찰 도중, 우연히 히로뽕을 발견하게 되고 어떻게 처분해야 할 지를 고민하게 된다. 거기에 말단 공무원으로써 해고당할 위기에 몰리게 되자, 히로뽕을 처분하기 위해 부산 최대 조직의 젊은 보스 최형배(하정우)와 손을 잡는다.
이 사건을 계기로 최형배와 연을 맺게 된 최익현은, 탁월한 임기응변과 특유의 친화력으로 최형배의 신뢰를 얻는 데 성공한다. 주먹 넘버원 형배와 로비의 신 익현은 함께 부산 내에서 세력을 확장하게 된다. 그러나 1990년 노태우 정권의 범죄와의 전쟁이 선포되자 조직의 의리는 금이 가고 익현과 형배는 결국 돌아서게 되면서 걷잡을 수 없는 갈등의 겪게 되는데....

## 영화의 배경이 되는 역사적 사건
이 영화는 1970년대~2000년대까지 등장하며 영화 속에서 다루어 지는 주요시기는 1980낸대~1990년대이다. 이 시기는 신군부가 통치를 시작하고 소득수준이 높아지면서 이전 시대와는 다른 가치관이 보급되었다. 영화의 배경으로 작용하는 최익현의 경우 한국 사회가 가지고 있는 각종 지연과 인맥이 어떻게 사회적인 신분상승으로 이어지는 가를 잘 보여주고 있다. 이 영화는 최근현대사의 핵심적인 사회운영원리가 반영되어 풍자되고 있다는 점이 돋보인다.
1990년 10월 13일, 당시 노태우 대통령이 민생치안 확립을 위한 특별선언으로 '범죄와의 전쟁'을 발표하였다. 이 선언의 주요 골자는 첫째, 국가의 공동체를 파괴하는 범죄와 폭력에 대한 전쟁을 선포하고 헌법이 부여한 대통령의 모든 권한을 동원해서 이를 소탕해나갈 것, 둘째, 민주사회의 기틀을 위협하는 불법과 무질서를 추방할 것, 셋째, 과소비와 투기, 퇴폐와 향락을 바로잡아 '일하는 사회' '건전한 사회'를 만들어나갈 것 등이었다. 그 후속 조치로서는 사회 질서 확립을 위해 자정 이후 심야영업 단속, 유흥업소 단속, 교통질서 위반 집중단속, 청소년보호구역 확대, 가정파괴범·유괴범·흉악범을 비롯한 각종 범죄조직에 대한 소탕 등 종합대책을 수립했다. 또 보복범죄를 특정범죄가중처벌 대상에 추가하고 각종 형사관계법을 개정해 마약, 폭력조직, 인신매매, 가정파괴범에 대한 처벌을 강화하였다.
범죄와의 전쟁이 선포된 지 2년 만에 살인, 강도, 강간, 절도, 폭력 등 5대 범죄가 선포 전에 비하여 5.9% 감소한 것으로 나타났다. 검찰에서는 "범죄와의 전쟁 결과 폭력조직은 사실상 와해되었으며 매년 증가하던 흉악범도 감소 추세로 바뀌고 퇴폐·향락 분위기가 수그러드는 등 긍정적인 성과를 거두었다"고 자체평가했다.

## 캐스팅
- 최민식 - 최익현 역 - 이 영화의 주인공.
- 하정우 - 최형배 역 - 이 영화의 메인 빌런이자 진 최종 보스.
- 조진웅 - 김판호 역 - 이 영화의 중간 보스.
- 마동석 - 김서방 역 - 이 영화의 서브 주인공.
- 곽도원 - 조범석 역
- 김성균 - 박창우 역 - 이 영화의 서브 빌런.
- 김혜은 - 여사장 역
- 김영선 - 익현 처 역
- 고인범 - 형배 부 역
- 김종수 - 장주임 역
- 김종구 - 조계장 역
- 권태원 - 허사장 역
- 송영창 - 한변호사 역
- 성낙경 - 강상무 역
- 강영구 - 사회자 역
- 정미남 - 형사1 역
- 김서경 - 웨이터 역
- 박인수 - 선원 역
- 장준녕 - 판호 조직원 역
- 김준규 - 판호 조직원 역
- 한성천 - 판호 조직원 역
- 김찬이 - 형배 조직원 역
- 김응수 - 최주동 검사 역(특별출연)
- 박성광 - 돌잡이 사회자 역(특별출연)
- 김민주 - 주한 아내 역(특별출연)
- 박병은 - 어른 주한 역(특별출연)

## 수상 정보
- 4회 올해의 영화상(2013) 수상 남우주연상(최민식)
- 13회 부산영화평론가협회상(2012) 수상 최우수작품상(윤종빈)
- 33회 청룡영화상(2012) 수상 각본상(윤종빈), 남우주연상(최민식), 음악상(조영욱)
- 6회 아시아 태평양 스크린 어워드(2012) 수상 남우주연상(최민식)
- 32회 한국영화평론가협회상(2012) 수상 각본상(윤종빈)
- 21회 부일영화상(2012) 수상 남우주연상(최민식), 남우조연상(조진웅), 신인남자연기상(김성균)
- 48회 백상예술대상(2012) 수상 영화 대상, 영화 남자신인연기상(김성균)

## 관련일화
- 주연 배우를 제외한 대사가 있는 모든 조, 단역은 네이티브 수준으로 부산 사투리를 구사하고, 몽타주가 80년대 FEEL이 나오는 사람을 캐스팅하기 위해 전쟁같았던 3개월을 보냈다. 카메라가 슬쩍 훑고 지나가는 몇 초 등장하는 엑스트라 조차 ‘80년대 스타일로 생긴 사람’으로 캐스팅하기 위해 인물 담당 조감독은 부산, 대구, 울산 지역에서 활동하는 연극인들을 오디션 하기 위해 장소를 빌려서 한 사람에 10분씩, 꼬박 3달 동안 매일 배우들을 만나야 했다. 충무로에서 한 인상하고, 사투리 좀 쓰고, 80년대 스타일로 생긴 조연들은 전부 <범죄와의 전쟁:나쁜놈들 전성시대>에 모여있다고 해도 과언이 아닌, 마치 그 시대 사람들이 튀어 나온듯한 인상을 관객들에게 주며 자료 화면인지 헷갈릴 정도의 살아있는 캐스팅 전쟁을 치러냈다.[4]
- 극중 조폭 2인자로 출연하는 김성균은 캐릭터를 위해 단기간에 10kg 몸무게를 늘리는 투혼을 발휘했다. 살이 잘 찌지 않는 편이라 몸무게 늘리는게 힘들었지만, 함께 출연하는 트레이너 출신인 마동석의 조언을 많이 받았다고 한다. 특히 탄수화물 함량이 높은 감자를 2시간 간격으로 매일 15개씩 먹고 틈나는대로 라면을 끓여먹고 간식으로는 샌드위치를 먹었다고 털어놓았다.[5]

## OST
- 타이틀: 범죄와의 전쟁 - 나쁜놈들 전성시대
- 장르: 국내 (SOUNDTRACK)
- 형태: 1CD
- 제작사: 파고뮤직
- 수입구분: 국내제작
- 발매일: 2012-03-09
- Track List

1. 범죄와의 전쟁 part 1
2. 1982년
3. 우리끼리
4. 양아치
5. 해변의 추억
6. 길
7. 건달들
8. 범죄와의 전쟁 part 2
9. 족보
10. Road of the war
11. 교차로
12. 타겟
13. 또 다른 세상으로
14. 차가운 벽
15. 로비의 신
16. 범죄와의 전쟁 part 3
17. 유익한 제안
18. 막다른 길
19. 범죄와의 전쟁 part 4
20. 태양은 가득히
21. In my soul of souls
22. 범죄와의 전쟁 part 5
23. 풍문으로 들었소 – 장기하와 얼굴들

## DVD

### 기본정보
- 제작사: 케이디미디어
- 화면 방식: 2.35:1 Anamorphic Wide Screen
- 오디오트랙: 한국어
- 오디오: 5.1 Dolby Digital
- 자막: 한국어, 영어
- 디스크수량: 2Disc
- 포맷방식: DVD9
- 지역코드: 3

### 디스크구성
- DISC 1

1. 영화보기 (PLAY MOVIE)
2. 설정 (SET UP)
  1. - 음성 선택(Audio)
  2. - 한국어 Dolby Digital 5.1
  3. - 감독, 배우 코멘터리
  4. -자막 선택(Subtitles)
  5. - 한국어(Korean) - 영어(English) - 자막 없음(None)
  6. -장면 선택 (CHAPTERS)

- DISC 2

1. 나쁜놈들 전성시대 (35'00")
2. 범죄와의 전쟁 (10'37")
3. 80년대 조직 폭력배… 부산 (5'34")
4. 그 시절… 그 음악들 (4'00")
5. VIP 시사회 (2'37")
6. 스틸갤러리 (2'00")
7. 예고편 (1'19")